# Ủ
Cette page contient des caractères spéciaux ou non latins. S’ils s’affichent mal (▯, ?, etc.), consultez la page d’aide Unicode.
Ủ (minuscule : ủ), appelé U crochet en chef, est une lettre latine utilisée dans l’alphabet du vietnamien comme variante de la lettre ‹ U ›. Elle est composée de la lettre U diacritée d'un crochet en chef.

## Utilisation
- Vietnamien : le ‹ Ủ › est un /u/ avec un ton moyen tombant-montant : /u˧˩˧/. Le crochet en chef, indiquant ce ton, se retrouve aussi sur d’autres voyelles.

## Représentations informatiques
Le U crochet en chef peut être représenté avec les caractères Unicode suivants :
- précomposé (latin étendu additionnel)[1] :

| formes    | représentations | chaînes de caractères | points de code | descriptions                              |
| --------- | --------------- | --------------------- | -------------- | ----------------------------------------- |
| capitale  | Ủ               | Ủ                     | U+1EE6         | lettre majuscule latine u crochet en chef |
| minuscule | ủ               | ủ                     | U+1EE7         | lettre minuscule latine u crochet en chef |

- décomposé (latin de base, diacritiques) :

| formes    | représentations | chaînes de caractères | points de code | descriptions                                          |
| --------- | --------------- | --------------------- | -------------- | ----------------------------------------------------- |
| capitale  | Ủ               | U◌̉                    | U+0055 U+0309  | lettre majuscule latine u diacritique crochet en chef |
| minuscule | ủ               | u◌̉                    | U+0075 U+0309  | lettre minuscule latine u diacritique crochet en chef |

Il peut aussi être représenté dans des anciens codages
- VISCII :
  - capitale Ủ : 9C
  - minuscule ủ : FC